# Stictozetes psadilliferus
Stictozetes psadilliferus är en kvalsterart som först beskrevs av Sandór Mahunka 1995.  Stictozetes psadilliferus ingår i släktet Stictozetes och familjen Galumnidae. Inga underarter finns listade i Catalogue of Life.